# Malcorbe
La playa Malcorbe está situada al Sudeste del monte de San Antón, entre las puntas de Mazoparria y Altzoko-Arria, en el municipio guipuzcoano de Guetaria, País Vasco (España).